# Bathysquillidae
Famille
Les Bathysquillidae sont une famille de crustacés stomatopodes (« crevettes-mantes »).

## Liste des genres
Selon World Register of Marine Species (31 décembre 2024) :
- genre Altosquilla Bruce, 1985 -- 1 espèce
- genre Bathysquilla Manning, 1963 -- 2 espèces